# Poříčí u Litomyšle
Poříčí u Litomyšle – miejscowość i gmina (obec) w Czechach, w kraju pardubickim, w powiecie Svitavy. W 2022 roku liczyła 517 mieszkańców.